# Шон Комбс
Шон Комбс (на английски: Sean Combs) е американски рапър и продуцент. През своята кариера използва много сценични псевдоними: Пъф Дади (Puff Daddy), Пъфи (Puffy), Пи Диди (P. Diddy), Диди (Diddy), Брадър Лъв (Brother Love), Лъв (Love). По оценки на списание Форбс и Тайм Шон Комбс е един от най-влиятелните изпълнители в света на хип-хопа.
Започва като търговец на дребно за дрехи Sean John през 1998 г., за което печели наградата Дизайнер на мъжко облекло на годината от Съвета на модните дизайнери на Америка през 2004 г., след като преди това е номиниран през 2000 г. Комбс е посланик на марката алкохол Cîroc от 2007 г. до 2023 г. и съосновател на телевизията Revolt през 2013 г. Той е един от най-богатите музиканти.
В края на 2023 г. бившата му партньорка Каси Вентура завежда дело срещу него за сексуално насилие за милиони долари и те се споразумяват извън съда. През следващите няколко месеца биват подадени множество граждански жалби от ищци, които твърдят, че са били сексуално малтретирани от Комбс между 1991 г. и 2009 г. и много други са в етап на планиране към октомври 2024 г. През май 2024 г. са публикувани записи от камери на Комбс, който напада физически Каси в хотел. Комбс публикува публично извинение за нападението. През септември 2024 г. той е обвинен от голямо федерално жури в Манхатън и обвинен в сексуален трафик, рекет и „създаване на престъпна организация, в което той малтретира, заплашва и принуждава жени и други около него да изпълнят неговите сексуални желания, защита на репутацията му и прикриване на поведението му“. Той пледира невинен. На два пъти му е отказано освобождаване под гаранция, в очакване на съдебен процес, Комбс е задържан във федерален арест в Метрополитън Детеншън Сентър в Бруклин. Процесът срещу него трябва да започне на 5 май 2025 г.

## Биография
Роден е на 4 ноември 1969 г. в Харлем. Когато е само на две години баща му е застрелян в улична престрелка, след което семейството му се премества в друг район на Ню Йорк. В края 80-те години Шон Комбс започва да записва за звукозаписната компания Uptown Records, която подписва договори с млади и перспективни хип-хоп изпълнители, сред които са Мери Джей Блайдж, Ъшър, Лил Ким, Ноториъс Би Ай Джи и много други звезди.
През 1993 г. Шон Комбс основава собствен лейбъл Bad Boy Records, който става много популярен през 1994 с пускането на дебютния албум на The Notorious B.I.G.-Ready To Die.
След убийството на неговия приятел – рапъра Ноториъс Би Ай Джи през 1997, Комбс възглася пробива на хип-хопа в музикалния мейнстрим, като заедно с жената на рапъра Фейт Еванс правят композицията „I’ll Be Missing You“. Същата песен е удостоена с награда Грами за „най-добро рап изпълнение в дует“.
На 27 декември 1999 г. в нощен клуб, в който се намират Комбс и приятелката му Дженифър Лопес, става сериозна престрелка. След полицейска проверка в автомобила на Шон Комбс е намерен пистолет. В продължение на няколко години Комбс е въвлечен в непрестанни съдебни преследвания по обвинение за незаконно носене на оръжие.
Конкурентните лейбъли и музикални критици често обвиняват Комбс в тотална комерсиализация на хип-хопа. Той оглавява цяла медийна империя, включваща музикалния лейбъл Bad Boy Records, марките за хип-хоп дрехи Sean John и Sean by Sean Combs, филмова компания и два ресторанта. Изявява се още като продуцент на шоуто по Ем Ти Ви Making the Band, писател, аранжор и актьор на Бродуей. Той е продал над 60 млн. записи по цял свят. През 2008 Шон Комбс е награден със звезда на Холивудската алея на славата.

## След 2000 година и бизнес дела
С влизането си в новия век през 2001 той променя прякора си от Пъф Дади на Пи Диди и през март издава така и неуспешният си албум Thank You. През юли издава албума The Saga Continues, който е повече от успешен и е на второ място в Билборд 200. През 2002 г. открива новото си шоу по MTV Making The Band, идеята е да се открият талантливи артисти, които имат шанс да пробият в музикалната индустрия. След 10 сезона шоуто е спряно през 2009. На 17 октомври 2006 г. след 4-годишно чакане от почитателите си, пуска четвъртият си студиен албум Press Play. Още един успех за него, като албума дебютира на първо място в Билборд 200, с продажби повече от 173 000 копия. През август 2008 г. издава още едно шоу по VH1 I want to Work for Diddy, като спечелилият ще има възможност да работи за него. След 2 сезона през 2010 г. шоуто е спряно. От 2010 до 2013 г. Пъф Деди се фокусира върху своята група Dirty Money и актьорство. В студиото си работи с доста популярни рапъри като: Рик Рос, Бъста Раймс и други. През декември 2010 албумът му Last Train To Paris e готов. Доста успешен албум и най-вече с песента Coming Home, която е на 12-о място в U.S Hot 100.

### Бизнес дела
През 1998 г. Шон Комбс започва бизнес с дрехи под марката Sean John, и през 2000 и 2004 г. печели наградите за дизайнер на годината. Компанията му е доста успешна в света на модата, а и самият Пъф Деди е пристрастен в бизнеса с дрехите. През 2008 г. той създава свои маркови парфюми I Am King добавено в бизнеса с дрехите. Той е свръхамбициран и през октомври 2007 г. започва да помага за създаването на алкохолното питие Ciroc Vodka, в сделка с 50 процента разделяне на печалбата. През 2002 г. в списание Fortune Шон Комбс е поставен в номер 12 за топ 40 бизнесмените под 40-годишна възраст. През 2014 г. е поставен от списание Форбс под номер 1 като най-богат рапър в света, с нетна стойност от 700 млн. долара. Към края на 2014 г. бива изместен на второ място на класацията, отстъпвайки на Доктор Дре.

## Личен живот
Комбс е баща на 6 деца, най-големият, Джъстин (роден 1993), е от връзката със студентската му приятелка, дизайнерката Миса Хилтън-Брим. От 1994 до юли 2007 г. има връзка с Кимбърли Портър, като помага в отглеждането на нейния син Куинси (роден 1991) от връзката ѝ с певеца и продуцент Ал Би Шуър. С Кимбърли имат един син Крисчън (роден 1998) и две дъщери – близначките Д'Лила Стар и Джеси Джеймс (родени 21 декември 2006).

## Дискография
- No Way Out (1997)
- Forever (1999)
- The Saga Continues... (2001)
- We Invented the Remix (2002)
- Press Play (2006)
- Last Train to Paris (2010)
- MMM (2014)
- The Love Album: Off the Grid (2023)